# 利索艾恩-阿里亚斯戈伊蒂
利索艾恩-阿里亚斯戈伊蒂（西班牙語：Lizoáin-Arriasgoiti）是西班牙纳瓦拉的一个市镇。总面积66平方公里，总人口234人（2001年），人口密度4人/平方公里。